# Šibelji
Šibelji (in passato Šibelja o Sibelja; in italiano tra le due guerre Sibèglia, prima Sibellia) è un piccolo paese della Slovenia, insediamento (naselja) del comune di Comeno.
La località è situata sul Carso a 366 metri s.l.m. ed a 6.9 kilometri dal confine italiano.

Nella parte nord-est del paese si trova il colle di Santa Caterina (Sv. Katarina) dove un tempo si trovava l'omonima chiesetta romanica, sorta su di un antico castelliere preistorico, poi distrutta dagli eventi bellici.

Dal piccolo valico detto Železna vrata, a nord dell'insediamento si può godere di una splendida vista sulla Valle del Vipacco ed accedere alla strada che porta a Montespino (Dornberk).
Sotto il dominio asburgico Sibellia (Šibelji, Šibelja o Sibelja) fu una frazione del comune (dapprima catastale, poi anche amministrativo) di Scherbina (Škrbina, Škerbina o Skerbina).

## Monti e passi principali
Veliki Ovčnjak / Kopica, 567 m; Lipnik, 534 m; Kačnik, 500 m; Železna vrata, 438 m.